# Средиземноморска диета
Средиземноморската диета е модел на хранене, вдъхновен от диетичните модели, широко разпространени в някои страни от Средиземноморския басейн. От тук идва и името й, вдъхновено от хранителните навици на Испания, Италия и Гърция през 60-те години на 20. век. Тя е призната от ЮНЕСКО за защитена ценност и през 2010 г. е включена в Списъка на нематериалното културно наследство. 
Основава се на храни, чиято консумация е обичайна в страните от Средиземноморския басейнː предпочитат се зърнените храни, плодовете, зеленчуците, семената, зехтинът. По-рядко се използват червеното месо и животинските мазнини (наситените мазнини). Има умерена консумация на риба, бяло месо (птиче), бобови растения, яйца, млечни продукти, червено вино и сладкиши.
Концепцията за Средиземноморската диета е въведена и първоначално проучена от американския физиолог Ансел Кийс. Някои медицински диетолози, като французинът Пол Картон или швейцарецът Максимилиан Бирхер-Бенер, вече са направили хипотези за ефектите от диета с ограничена консумация на храни от животински произход като млечни продукти, месо и яйца. 
Диетата се свързва с намалена смъртност от каквато и да е причина в наблюдателните проучвания. Тя би могла да помогне на хората със затлъстяване чрез загубата на тегло.

## Предпоставки
Много народи живеят по бреговете на Средиземно море с големи етнически, културни, религиозни, икономически и политически различия, които биха могли да са повлияли на количеството и на качеството на храната. Поради тази причина идентифицирането на общите диетични елементи е  представлявало предизвикателство за учените. Предвид голямото разнообразие от гастрономически навици на страните, граничещи със Средиземно море, и техните вариации в историята, е било счетено за нужно да се запази терминът „Средиземноморска диета“ в строгия смисъл на думата за хранителните навици, свързани с по-здравословни резултати в някои места на о-в Крит и Южна Италия, т.е. тези, изследвани от Ансел Кийс. И тъй като основният прием на мазнини от тези социални групи е идвал от зехтина, диетичният модел е бил разширен, за да включва диети, консумирани в средиземноморските страни, производителки на маслини.
Историческите и антропологичните последици от Средиземноморската диета са накарали ЮНЕСКО да я включи в Списъка на нематериалното културно наследство на човечеството на Италия, Мароко, Испания и Гърция през 2010 г.; през 2013 г. са били включени и Кипър, Хърватия и Португалия. Понастоящем дефиницията на Средиземноморската диета е разширена до много вариации на оригиналната диета, особено в областта на гастрономическата практика на много страни, които претендират за качеството на своята кухняː така тя включва широко разнородни диетични стилове, за които няма също толкова научни доказателства.
Наред с диетичното значение на термина „Средиземноморска диета“ са налице разширяване на концепцията до много широк диапазон от гастрономии – дело на популярни публикации, както и критично мнение на някои историци, които подчертават нейния абстрактен аспект или аспекта й на нова митология.

## Определение
Терминът „Средиземноморска диета“ се отнася до модела на хранене, вдъхновен от типичната диета на населението на Южна Италия, Гърция и Испания. Изборът на тази географска област и този исторически период се основава на някои научни и епидемиологични доказателства.
Страните, граничещи със Средиземноморския басейн, традиционно споделят наличието на едни и същи храни, получени от селското стопанство, скотовъдството и риболова. Освен това някои изследвания, широко приети от научната общност, доказват, че в тези географски райони в началото на 60-те години на 20. век продължителността на живота е била сред най-високите в света, а, честотата на заболявания като исхемична болест на сърцето, някои тумори и други хронични заболявания, свързани с диетата, е бил сред най-ниските в света въпреки широко разпространеното тютюнопушене, ниското социално-икономическо ниво и недостига на здравеопазване на тези места и в този исторически контекст.
В множество други проучвания, проведени в различен географски и икономически контекст, използвайки диета със същите характеристики, също са били наблюдавани по-ниска честота на хронични заболявания и по-голяма продължителност на живота.
Средиземноморската диета е една от най-използваните и здравословни. Значим е фактът, че тя е широко разпространена в районите, граничещи със Средиземно море, където традиционно се отглеждат маслинови дръвчета, дотолкова че друга приета дефиниция на този хранителен модел се отнася до диетата, практикувана в средиземноморските райони за отглеждане на маслинови дръвчета.
Съществуват варианти на Средиземноморска диета, които са по-малко дефинирани и по-малко проучени, в други части на Италия и Франция, в Ливан, Мароко, Португалия, Испания, Сирия, Тунис, Турция и др. Има шестнадесет нации в Средиземноморския басейн: тяхната диета и гастрономически традиции варират значително поради етнически, културни, религиозни, икономически и селскостопански производствени различия.

## Характеристики
Основните характеристики на Средиземноморската диета саː
- изобилие от храни от растителен произход (плодове, зеленчуци, хляб и зърнени култури, особено пълнозърнести, картофи, боб и други бобови култури, ядки, семена), пресни, натурални, сезонни, с местен произход;
- пресни плодове като ежедневен десерт
- сладкиши, съдържащи рафинирана захар или мед, няколко пъти седмично;
- зехтин като основен източник на мазнини;
- млечни продукти (предимно сирене и кисело мляко), консумирани ежедневно в умерени-умерени количества;
- риба и птиче месо, консумирани в сравнително малки количества;
- нула до четири яйца на седмица;
- червено месо в минимални количества
- вино, консумирано в скромни-умерени количества, обикновено по време на хранене.

Тази диета има ниско съдържание на наситени мазнини (по-малко от 7-8%) и общо съдържание на мазнини от по-малко от 25% до по-малко от 35% в зависимост от района. Освен това първоначално се свързва с редовната физическа активност на работното място, например на полето или у дома.
Калорийното съдържание на Средиземноморската диета в проучванията на населението не надвишава 2500 Kcal за мъжете и 2000 Kcal за жените, но калорийният прием не надхвърля метаболитната консумация с физическа активност. По същество това е била диетата на селското, бедното и пестеливото население.
Средиземноморската диета на калабрийския град Никотера се счита за референтна средиземноморска диета в „Проучването на седемте държави“ (на англ. Seven Countries Study). Различните й компоненти, изразени като проценти от общия калориен прием (в проучвания, продължили седем дни през различните сезони на 1960 г.), са: зърнени храни 50-59%, необработен зехтин 13-17%, зеленчуци 2,2-3,6%, картофи 2,3-3,6%, бобови растения 3-6%, плодове 2,6-3,6%, риба 1,6-2%, червено вино 1-6%, месо 2,6 -5%, млечни продукти 2-4%, много малко яйца и животински мазнини.

## История

### Пионери
Корнелис де Ланген – нидерландски лекар, живял в Индонезия в началото на 20. век, измервайки нивото на холестерол на своите сънародници имигранти и тази на индонезийците, осъзнава, че индонезийците имат много по-ниски стойности. Той свързва това с тяхната предимно вегетарианска диета. Той също така отбеляза, че ангина пекторис е почти несъществуващо заболяване в Индонезия.
Изидор Снапер – друг нидерландски лекар, ученик на Де Ланген, живял в Китай около 1930 г., правейки електрокардиограма, забеляза, че инфарктът на миокарда е много рядък сред китайците, докато е много по-чест сред европейците, живеещи в Китай. Той също така свързва това наблюдение с преобладаващо вегетарианската диета на китайците.
Хаквин Малмрос – шведски учен, свързва ниската смъртност от инфаркт в Швеция по време на Втората световна война с икономическите и хранителни ограничения от този период.
Елизабет Дейвид – английска кулинарна писателка, през 30-те години на 20. век пътува със съпруга си на малка яхта в Италия, живее в Марсилия, Корсика, Гърция, Сицилия, бяга от фашизма в Кайро. След войната се завръща в Англияː обезсърчена от английската храна и следвоенните дажби, тя пише статии за храните, консумирани по средиземноморските брегове, които събира в „Книга за средиземноморската храна“ (A Book of Mediterranean Food), публикувана през 1950 г. Книгата завладява въображението на английските читатели; много от споменатите съставки не присъстват на пазарите, дори и в Лондон: босилек, патладжани, чесън, смокини, зехтин, шафран, италиански вина. Писателката допринася за запознаването с ястия като паеля, мусака, рататуй, паста с пресен доматен сос, и за променящите се хранителни вкусове в Англия. Работи в областта на гастрономията, като интересът към вкуса и средиземноморската хранителна култура надделява над въздействието й върху здравето. През 1954 г. публикува книгата „Италианската храна“ (Italian Food) с Ренато Гутузо.

### Ансел Кийс
Средиземноморската диета е модерен хранителен модел, изследван за първи път систематично от американския епидемиолог и физиолог Ансел Кийс в някои страни от Средиземноморския басейн през 50-те години на 20. век, в ситуация на сериозни икономически затруднения и ограничение на ресурсите поради Втората световна война. Тези условия, свързани с ниското ниво на технологиите, благоприятстват физически активния и пестелив начин на живот, с преобладаване на растителни продукти и недостиг на животински продукти в диетата.
Кийс идва от Университета на Минесота, има голям опит в много области на медицината и е създателят на Дажбата K, която влиза в употреба в американските въоръжени сили. В началото на 50-те години се досеща за връзката между храненето и здравето и стига до постулирането на важността на диетата в „липидната теория“ за сърдечносъдовите заболявания. Заедно със съпругата си Маргарет Хейни, биолог, и с американския лекар Пол Д. Уайт, кардиолог на президента Айзенхауер, Кийс забеляза по време на някои пътувания до много страни по света – Гърция, Финландия, Япония, Испания, Южна Африка и Италия, че ниските стойности на холестерола в кръвта са свързани с рядко срещания инфаркт на миокарда, както му съобщават местните лекари. По-специално, по време на международна конференция за световното хранене, проведена в Рим през 1951 г., е ползотворна срещата му с физиолога и диетолог от Саленто Джино Бергами от Неаполитанския университет. Бергами го кани да проведе предварително проучване за измерване на холестерола при хора от различни социални ниво и да се срещне с местни лекари, които описват рядкостта на инфаркта на миокарда в по-малко богатите класи.
Кийс продължава своите наблюдения в Кейптаун, Каляри, Иломанти (Финландия), Фукуока (Япония), Хонолулу и Болоня. През 1957 г. осъзнава, че е необходимо да се проектира проспективно пилотно проучване в малки градове и да се събере международна група от изследователи, които да работят в отдалечени села. Антонио Дел Векио – колега на Фламинио Фиданца, предлага да се започне в родния му град Никотера в Калабрия.
Работата продължава с организирането на друга международна група в Крит, базирана в Ираклион и активна в шест планински села, свързани с лоши пътища и където се говори само гръцки. През 1957 г. Кийс се договаря с Ратко Булина от Загребския университет да започне изследване в малки села в Югославия, по модела на Крит. Избрани са Макарска и Славония. По това време е в ход Проучването на седемте държави (Seven Countries Study).
Кийс публикува и три популярни книги: през 1959 г. „Яжте добре и останете здрави“ (Eat well & stay well), а през 1972 г. „Доброжелателният боб“ (The Benevolent Bean).

### Изследване на седемте държави
Въз основа на тези наблюдения Ансел Кийс създава амбициозно и оригинално епидемиологично проучване върху различни популации по света (многоцентрово), последвано от много години – „Проучване на седемте държави“, което през следващите години стана легендарно в областта на медицината и популярната журналистика. 
Проучването е проведено върху 16 групи (кохорти) хора на възраст между 40 и 59 години в седем държавиː една кохорта в Съединените щати, две във Финландия, една в Нидерландия, три в Италия (в три селски общини в Северна, Централна и Южна Италия – Кревалкоре, Монтеджорджо и Никотера), две в Югославия (сега Хърватия и Сърбия), две в Гърция (Корфу и Крит) и две в Япония, за общо над 12 000 индивида. Освен това в проучването е включена извадка от железопътни работници в района на Рим, за да представи европейската сравнителна група от подобна извадка от железопътни работници, записани в Средния запад и Северозападната част на Съединените щати.
Целта е да се сравнят популации с много различни хранителни традиции, начин на живот и честота на сърдечносъдови заболявания. Областите на Кревалкоре, Монтеджорджо и групата на римските ЖП работници са използвани за изследване на храни и хранителни вещества, и са проследени в продължение на 50 години, а тази на Никотера е изследвана само в началото през 1957 г.; поради липсата на бюджетни кредити не се проследява, но предвид силното сходство с диетата в Далмация и Крит, се счита за „референтна диета“ за дефиницията на Средиземноморската диета.
Различните диетични модели, идентифицирани от Ансел Кийс в началото на изследването, показват, що се отнася до хранителните вещества, висока консумация на наситени мазнини в популациите на Северна Америка и Северна Европа и много по-ниската им консумация в Южна Европа, особено в Средиземноморието и в Япония.
Относно храната моделите са много различни в различните страни. Във Финландия и Нидерландия преобладаващите храни са млякото, картофите, животинските мазнини и сладкишите; в Съединените щати е висока консумацията на месо, плодове и сладкиши; в Италия е висока консумацията на зърнени храни (хляб, тестени изделия) и вино; в бивша Югославия се консумират хляб, освен в Белград, с много зеленчуци и риба в Далмация; в Гърция преобладава консумацията на зехтин и плодове; в Япония тази на риба, ориз и соеви продукти.
Популациите са проследявани с анализи на всеки 5 години в продължение на няколко десетилетия. Доказано е, че консумацията на наситени мазнини е силно свързана с коронарната болест на сърцето; вместо това има обратна връзка между съотношението полиненаситени/наситени мазнини и съотношението мононенаситени/наситени мазнини, от една страна, и честотата и смъртността от исхемична болест на сърцето. Високият прием на мононенаситени мазнини отразява обилната употреба на зехтин, типичен за средиземноморските райони. Резултатите от изследването са оценени през годините от различни групи изследователи и с различни комплексни статистически методи. Като цяло групите храни от животински произход и захарта са пряко свързани с коронарната смъртност, докато тези от растителен произход, рибата и консумацията на алкохол са в обратна връзка. Освен това има пряка и значителна връзка между консумацията на наситени мазнини, средното ниво на холестерола на отделните кохорти и честотата и смъртността от сърдечносъдови заболявания. Резултатите противопоставят групите на населението от Северна Америка и Северна Европа с групите от население от Южна Европа и Япония (особено в по-стриктно средиземноморските кохорти, разположени на Крит, Корфу, в Далмация и Монтеджорджо в Италия). Група италиански учени използват априорна статистическа техника с изграждането на "MAI индекс" (Средиземноморски индекс на адекватност): идентифициран е типичен средиземноморски диетичен модел за справка; цифровият индекс MAI е резултат, който показва отклонението на хранителните навици на населението от този идеален модел. MAI е толкова по-голям, колкото по-голяма е разликата в сравнение с референтния средиземноморски модел. Референтната диета е тази на кохортата на Никотера, най-съвместима с тази на Гърция и Далмация, която демонстрира най-големите ползи за здравето. Индексът MAI сравнява приема на калории от средиземноморски храни (хляб, зърнени храни, бобови растения, картофи, зеленчуци, плодове, риба, вино и растителни масла) с приема на калории от храни, които не са типични за Средиземноморието (мляко, сирене, месо, яйца, животински мазнини, маргарин, сладкиши, захар, сладки напитки).
През 1990 г. СЗО публикува проучване, успоредно на Проучването на седемте държави, което потвърждава констатациите за връзката между диетата, храненето и превенцията на хронични заболявания.
Валидирането на Проучването на седемте държави също идва от изследване, базирано на данните на ФАО за консумация на храна и на данните на СЗО за смъртността в 40 страни, публикувани през 1993 г.; сред тези страни са всички разглеждани в проучването на седемте държави. Корелацията между някои групи животински храни и коронарната смъртност е сравнима с тази, наблюдавана в Проучването на седемте държави .

## Храни според пирамидата на Средиземноморската диета отПроучването на седемте държави
През 1999 г. проучвателна група от Гръцкото министерство на здравеопазването, въз основа на проведените епидемиологични проучвания (особено Проучването на седемте страни), които демонстрират ефективността на средиземноморската диета върху дълголетието, разработва диетична схема с името „Диетична пирамида“. Гръцка средиземноморска за възрастни“.
Пирамидата вече е била графично разработена в друго международно изследване през 1980 г. В това последно проучване учените се основават на хранителния модел на остров Крит и Калабрия в началото на 60-те години, където очакваната продължителност на живота е сред най-високите в света и честотата на коронарна болест на сърцето, някои тумори и други хронични заболявания, свързани с диетата, като диабет и затлъстяване, също е сред най-ниските. Наред с навиците за готвене, проучването включва редовна ежедневна физическа активност.
Средиземноморската диетична пирамида включва консумация на приблизително 22-23 порции храна на ден, разделени на 3 или 4 хранения. Честотата, с която да се консумира всеки компонент, се установява, както следва:
Ежедневноː  
- нерафинирани зърнени култури (пълнозърнест хляб, пълнозърнеста паста, кафяв ориз и др.): 8 порции
- плодове: 3 порции
- зеленчуци (включително диви зеленчуци): 6 порции
- зехтин като основна добавена мазнина
- мляко и млечни продукти: 2 порции
- вино в умерени количества (3 порции за мъже, 1,5 за жени), за предпочитане червено и по време на хранене
- вода в свободно количество
- заменете солта с подправка с подправки (напр. риган, босилек, мащерка и др.).

Ежеседмичноː
- риба: 5-6 порции
- птиче и бели меса: 4 порции
- маслини, варива, ядки: 3-4 порции
- картофи: 3 порции
- яйца: 3 порции
- десерти: 3 порции

Месечно
- Червено месоː 4 порции

Тази диета включва голямо разнообразие от храни и позволява избягването на хранителни дефицити. Пирамидата е построена, посочвайки храни, а не хранителни вещества, за да може хората да се адаптират по-лесно. Освен това е следван полуколичествен критерий: количествата са кодирани като „порции“, а не като тегло. Насоките на пирамидата също дават индикации за стандартизиране на количеството на всяка порция от всеки клас храни: всяка порция е определена в първо приближение като половината от частта от гръцките пазарни разпоредби (около половината от количеството, сервирано в гръцки ресторант). Основният аспект на Средиземноморската диета е умереното количество на всяка порция. Това са еквивалентите за всяка порция храна:
- филийка хляб: 25 грама
- 100 грама картофи
- половин чаша (50-60 грама) паста или ориз
- чаша листни зеленчуци или половин чаша други зеленчуци, варени или нарязани (около 100 грама от повечето зеленчуци)
- ябълка (80 грама), банан (60 грама), портокал (100 грама), 200 грама пъпеш или диня, 30 грама грозде
- чаша мляко или кисело мляко
- 30 грама сирене
- около 60 грама постно месо или риба
- чаша (около 100 грама) сварен сух боб
- порция червено вино чаша (около 10 мл алкохол)

Средиземноморската диета трябва да се разглежда като цяло, тъй като извършените многовариантни анализи показват, че благоприятните ефекти върху здравето не произтичат от приема на един компонент или хранително вещество; само зехтинът изглежда да има специфична роля.
Пирамидата добавя съвет за практикуване на ежедневна физическа активност, за да се поддържа индексът на телесна маса (ИТМ) под 25 кг/м².
Впоследствие други културни елементи по отношение на начина на живот са добавени към методите на производство, подбор, обработка и консумация на храни от Средиземноморската диета: възприемането на концепцията за основното хранене, пестеливост и умереност за избягване на риска от затлъстяване, дружелюбност, кулинарни практики, развлекателна физическа активност, пълноценна почивка, запазване на традициите.

През 2015 г. проучването, проведено от MedEatResearch, ръководено от антрополога Марино Ниола, разширява традиционната хранителна пирамида, за да включи социални практики, формулирайки Универсалната пирамида на Средиземноморската диета.
- Чепка грозде в Галиопо в Калабрия
- Салата от Пантелерия с домат, босилек, маслини, лук , каперси, риган и зехтин
- Купички с рикота
- Портокали на пазар в Мароко
- Кошница със зеленчуци
- Продавачи на чесън и лук в Неапол през 19. век
- Tacuinum Sanitatis, 14. век: приготвяне на паста
- Маслини от Каламата(Пелопонес)
- Бадемови марципановисмокини в Сицилия
- Гръцка салата с фета сирене
- Самуни хляб с естестено втасване
- Сардини

## Индекс на придържане към Средиземноморската диета
Оценката за придържане към Средиземноморската диета (Mediterranean Diet Serving Score) е разработен, за да може да се изчисли по прост и бърз, но еднакво правилен и валидиран начин придържането на диетата към характеристиките на Средиземноморската диета, базирана на средиземноморската хранителна пирамида. Индексът варира от 0 до 24 точки за възрастен и от 0 до 23 за тподрастващ (консумацията на алкохол не се препоръчва в тази възрастова група). Колкото по-висок е общият резултат, толкова по-голямо е придържането към Средиземноморската диета. За всеки елемент се дава оценка 1, 2 или 3. Резултат 0 се дава, ако броят на порциите е по-малък или по-голям от препоръчания. За възрастни се предлага 1 точка за прием на ферментирали напитки (вино или бира) в количество една чаша за жени и две чаши за мъже. За основно хранене се считат закуската, обядът и вечерята.
| Хранителен продукт                                                                            | Препоръки                         | Точки |
| --------------------------------------------------------------------------------------------- | --------------------------------- | ----- |
| Плодове                                                                                       | 1-2 порции за основно ядене       | 3     |
| Зеленчуци                                                                                     | ≥ 2 порции за основно ядене       | 3     |
| зърнени храни (паста, зърнена закуска, хляб и ориз)                                           | 1-2 порции за основно ядене       | 3     |
| картофи                                                                                       | ≤ 3 порции седмично               | 1     |
| зехтин (върху салата, хляб или пържене)                                                       | 1 порция за основно ядене         | 3     |
| орехи                                                                                         | 1-2 порции дневно                 | 2     |
| прясно мляко, кисело мляко, сирене, сладолед                                                  | 2 порции дневно                   | 2     |
| бобови култури                                                                                | ≥ 2 порции седмично               | 1     |
| яйца                                                                                          | 2-4 порции седмично               | 1     |
| риба                                                                                          | ≥ 2 порции седмично               | 1     |
| бяло месо (птиче)                                                                             | 2 порции седмично                 | 1     |
| червено месо (свинско, овче и говеждо)                                                        | ≤ 2 порции седмично               | 1     |
| сладкиши (захар, захаросани плодове, сладкиши, подсладени плодови сокове, подсладени напитки) | ≤ 2 порции седмично               | 1     |
| ферментирани напитки (вино, бира)                                                             | 1 (жени) или 2 (мъже) чаши дневно | 1     |
| ОБЩО                                                                                          |                                   | 24    |

## Противоречия относно някои храни от Средиземноморската диета

### Произход на храните
Най-характерните храни за Средиземноморската диета са пълнозърнестите храни, зехтинът и виното в умерени количества. За разлика от тях, чието присъствие е документирано от няколко хилядолетия, други храни, сега считани за "традиционни" в Средиземноморската диета, едва наскоро са били приети в Средиземноморския басейн.
Вносът на подправки от Изтока е имал много малко влияние върху популярната средиземноморска диета поради прекомерната им цена. Дори тръстиковата захар (от индийски произход) не е заменила навика за подслаждане с мед ; захарта е останала запазена за по-богатите социални класи. Чаят с китайски произход е открит от европейците в Индия и внесен за първи път едва в началото на 17. век. Разпространението му в обикновената диета по средиземноморските брегове засяга почти изключително народите от Северна Африка, където се ароматизира с мента. Сред зърнените култури оризът, основен в диетата на жителите на Източна Азия, бавно се разпространява в Европа, където първите култивации датират от 13-14 век в Южна Испания (Андалусия) и Северна Италия (Венето); техниките за отглеждане са научени от арабите. Въпреки това оризът става успешен продукт в европейската диета едва от 18 век. С европейската колонизация на Америка в Европа са въведени храни, които ще станат основни за населението на Средиземноморието: следователно те се превръщат в „традиция“ на Средиземноморската диета едва в сравнително скорошно време. Сред тях са картофите, доматите, царевицата, новите сортове боб и тиква, лютият пипер. Царевицата е претърпяла голямо разпространение. Картофите и доматите, от друга страна, се борят да влязат в популярната диета в Европа. Доматът остава декоративно растение до 18. век, а неговата ядливост дори се обсъжда: широкото му разпространение в средиземноморските региони започва в началото на 19. век.
Цитрусовите плодове произхождат от Индия, Китай и Далечния изток. Различните видове достигат Европа по различно време. Изглежда, че първият е кедърът, известен сред римляните като „персийска ябълка““ Документирано е, че римляните вече са познавали лимона и горчивия портокал още през 1. век, но култивирането им е въведено от сарацините в Средиземноморието (Андалусия) едва през 10. век. Култивирането на сладкия портокал обаче е въведено от португалците през 16. век: португалските мореплаватели се натъкват на сладки портокали в пристанищата на Китай, култивирани на това място от незапомнени времена и може да се предположи, че през първата половина на 16. век те пристигнаха в пристанището на Лисабон. От Португалия преминават в Испания и след това в Италия. Тези портокали първоначално са наричани „лисабонски портокали“. Придобиването на мандарината датира от 19. век

### Зехтин
Мононенаситените мастни киселини (обикновено олеинова киселина) могат да идват от други растителни масла в диетата, като слънчогледово или рапично масло, или от ядки, фъстъци, авокадо и от животински продукти като месо и яйца. Всъщност е доказано, че само приемът на мононенаситени мазнини със зехтин е свързан със значително намаляване на сърдечносъдовите инциденти и смъртността, инсулта и общата смъртност. Напротив, няма връзка между здравословните ефекти и съдържанието на мононенаситени мастни киселини (в присъствието на други мазнини и хранителни вещества) в други храни, независимо дали са от друг растителен или животински произход. Метаанализ, който взема предвид приблизително 840 000 субекта, води до заключението, че само зехтинът изглежда свързан с намаляването на риска.

### Пълнозърнести храни
Има достатъчно доказателства за защитната роля на пълнозърнестите храни върху рисковите фактори за исхемична болест на сърцето, като захарен диабет тип 2, нива на общ и LDL холестерол, хипертония, затлъстяване, ниво на системно възпаление и някои тумори (обикновено рак на дебелото черво). Не изглежда, че диетата с рафинирани зърнени храни е еднакво предпазна и тя вместо това изглежда да има неутрален или дори благоприятен ефект върху хроничните заболявания. Прегледът на литературата води до заключението, че консумацията на повече от 50% рафинирани зърнени храни (без добавени мазнини, сол или захар) не е свързана с влошаването на риска от хронични заболявания, свързани с диетата. Въпреки това авторите съветват, че в никакъв случай не трябва да се консумират рафинирани зърнени храни повече от 1/3 или половината от общото количество, за да се постигнат защитните ефекти, предлагани от растителните влакна. Някои италиански автори предлагат в основата на средиземноморската хранителна пирамида да се запазят само пълнозърнести храни, богати на фибри и с нисък гликемичен индекс, като паста, пица, кускус, пълнозърнест хляб, кафяв ориз, и вместо това на върха на пирамидата да се преместят зърнените храни без влакната, картофите и другите нишестета с висок гликемичен индекс, като пастата и белият ориз.

### Вино
Авторите, представили средиземноморската диетична пирамида през 1995 г., заключават с голяма предпазливост по отношение на консумацията на виноː „От гледна точка на общественото здраве виното трябва да се избягва винаги, когато консумацията му излага индивида или другите на риск, като например по време на бременност и преди шофиране. Виното се счита за незадължително в Средиземноморската диета и всеки трябва съзнателно да избере дали да пие вино въз основа на много съображения, като семейна история и други здравословни и социални фактори“.
С изключение на ислямските народи, които живеят в Средиземноморието и които обикновено не пият алкохол, обичайният навик да се пие скромно количество вино по време на основните семейни ястия, понякога смесено с вода, е широко разпространен сред другите народи от много векове; жените често традиционно са били изключени от този обичай. Умереното количество е кодифицирано в Средиземноморската диетична пирамида като една или две чаши на ден (една за жени): това би било количеството с благоприятен ефект върху риска от исхемична болест на сърцето. Не всички автори са съгласни с тези ползи, всъщност универсално се препоръчва да не се започва приема на вино в каквото и да е количество при хора, неприемащи алкохол, за да се намали рискът от коронарна болест на сърцето, тъй като е за предпочитане да се предприемат други мерки за постигане на тази цел. Например е известна повишената честота, макар и малка, на рак на гърдата при употребяващите алкохол, както и рискът от чернодробна цироза и алкохолизъм в определени психо-социални контексти.
Характеристиките на оригиналната Средиземноморска диета са адаптирани към различни популации на индустриализираните страни, които обикновено не консумират вино, а други алкохоли като бира и спиртни напитки (получени чрез дестилация, а не чрез ферментация). Всъщност в много показатели, използвани в епидемиологичните проучвания, не се прави разграничение по вида на напитката, а само по нетното количество етилов алкохол. В действителност има доказателства, че виното предлага по-висока степен на защита в сравнение с други алкохолни напитки. Това се дължи на наличието на полифеноли.
През януари 2016 г. Агенцията на главните медицински служители на Обединеното кралство (CMOs) към Министерството на здравеопазването публикува насоки относно консумацията на алкохол за английското население, в които силно препоръчва да не се пие алкохол, въз основа на най-натрупаните научни доказателства напоследък, като се има предвид демонстрацията, че няма праг на потребление, който да изключва рисковете за здравето. Рискът за здравето съществува при всяко количество обичайно консумиран алкохол: в дългосрочен план честотата на сърдечносъдови заболявания, инсулт, рак, невропатии и чернодробни заболявания също се увеличава. Ако се желае да се запази дългосрочния риск (едно или две десетилетия) под 1% (еквивалентен на този при шофиране на кола), трябва да е пие по-малко от 14 чаши вино на седмица.

## Признание от ЮНЕСКО
Процесът за вписване на Средиземноморската диета в Списъка на устното и нематериално културно наследство на човечеството е започнат през 2006 г. от тогавашния италиански министър на земеделието Паоло де Кастро с подписването, заедно с Испания, на съвместна декларация, представена на ЮНЕСКО. На 16 ноември 2010 г. в Найроби, Кения, след дълги и сложни преговори, продължили 4 години, водени от професор Пиер Луиджи Петрило, автор на международното досие, Междуправителственият комитет на ЮНЕСКО включва Средиземноморската диета в Списъка на нематериалното културно наследство, признавайки това наследство като принадлежащо на Италия, Мароко, Гърция и Испания. През ноември 2013 г. това признаване е разширено за Кипър, Хърватия и Португалия.
Наред с ентусиазираното мнение на Италия, Гърция, Мароко и Испания, друг член на междуправителствената комисия – Албания, се намесва остро срещу кандидатурата, смятайки, че признаването може да има търговска стойност. Всъщност през тези години износът на италиански селскостопански хранителни продукти, типични за Средиземноморската диета, към света се е увеличил значително (ISTAT регистрира 9% увеличение през първите седем месеца на 2010 г.).
Причините, обявени от ЮНЕСКО, са преди всичко антропологични и не дават точна дефиниция на средиземноморската диета в хранителен или здравословен смисъл. 
ЮНЕСКО подчертава, че географската препратка е към страните от Средиземноморския басейн и тяхната културна идентичност и приемственост.
Основното поведение е това на „съвместното хранене“, което подчертава значението на семейството, групата и общността. Това е придружено от ценностите на гостоприемството, съседските отношения, междукултурния диалог и уважението към многообразието.
Изрично се подчертава ролята на жените в опазването на техниките на Средиземноморската диета и предаването й на бъдещите поколения, зачитането на ритъма на сезоните и празничните традиции. Припомнят се и други аспекти, свързани с културата на Средиземноморската диета, като майсторството и производството на традиционни съдове за транспортиране, консервиране и консумация на храна, напр. керамичните чинии и чаши, както и ролята на религиозните или светските празненства, от фестивалите и пазарите.

## Научна литература
След благоприятните резултати от Проучването на седемте държави, което все още продължава повече от шестдесет години след началото му, множество други изследвания както в областта на епидемиологията при големите популации, така и в патофизиологичната област, насочени към обяснение на механизмите на ефективността на Средиземноморската диета, следват един след друг до настоящия момент. Има много голям брой научни доказателства, които демонстрират положителните резултати от Средиземноморската диета (в смисъла, предложен от Ансел Кийс) както върху дълголетието, сърдечносъдовите заболявания и някои тумори, така и върху хроничните заболявания като диабет и затлъстяване.
Проучванията след Проучването на седемте страни въвеждат вариации в този тип диета, за да се адаптира в голям мащаб към населението, различно от средиземноморското, като американското, англосаксонското или северноевропейското. Разработени са различни „резултати“ или „индекси на резултати“, за да се изчисли придържането на тези диетични варианти към оригиналната средиземноморска диета. Тези индекси са мярка за диетични фактори, свързани един с друг (могат да бъдат хранителни групи, храни, хранителни вещества, порции), понякога в комбинация с нехранителни фактори за начина на живот. Използвани са най-малко 22 различни резултата: разликите засягат броя на разглежданите хранителни компоненти (от 7 до 28), резултата (в различните индекси той може да варира от 0 до 10, като се започне от непридържане до пълно придържане към средиземноморската диета ), диапазона (от 0 до 100%), точковата система (в медиани, терцили, брой порции) и вида на компонентите (храни, групи храни, различни комбинации между тях, хранителни вещества).
Извън тази силна разнородност на изчисленията, сред положителните компоненти на диетата винаги има плодове и зеленчуци, сред отрицателните месо. Съществуват и значителни вариации по отношение на някои компоненти на диетата (например определението за умерена консумация на алкохол).
Доказано е, че благоприятните ефекти върху здравето се получават, колкото по-близо е диетата (в допълнение към начина на живот, който е друга независима променлива) до средиземноморската диета от Проучването на седемте държави .
Критериите на индексите за оценка, разработени с течение на времето от различни изследователи, се различават, понякога значително, от характеристиките на диетата на „бедния фермер от Южна Италия през 50-те години на миналия век“. Поради тази причина съществува голяма хетерогенност в самата дефиниция на Средиземноморската диета не само в научната област, но и в областта на гастрономическата култура; за което допринасят и търговските интереси на хранително-вкусовата промишленост и местните настроения на нациите, повече или по-малко пренебрегващи Средиземно море.
По отношение на индексите на резултатите (score) за придържане към Средиземноморската диета в строгия смисъл на думата, използвани в епидемиологичните изследвания, някои учени са преценили, че само някои от тези резултати всъщност показват съответствие с оригиналната средиземноморска диета: резултатът DS, използван в ATTICA и оценката MSDPS
, изградена върху гръцката хранителна пирамида и адаптирана към несредиземноморско население (Framingham Offspring Cohort в Съединените щати); накрая, MDSS (резултат за сервиране на средиземноморска диета), публикуван през 2015 г. и създаден от испански автори с цел предоставяне на актуализиран, прост и валидиран индекс.
В детайли, основните разлики между вариациите на Средиземноморската диета, предложени във времето, се отнасят до замяната на пълнозърнестите храни с рафинирани зърна, замяната на зехтина с други мононенаситени мазнини, невъзможността да се направи разлика между виното и другите алкохолни напитки, количествата мляко и млечни продукти и месо.
Метаанализ на проспективни кохортни проучвания, публикувани от 1966 до 2008 г. (общо повече от 1,5 млн. субекти, проследени от 3 до 18 години) показва, че стриктното придържане към Средиземноморската диета е свързано със значително подобрение на здравословното състояние, както за намаляването на общата смъртност (9%), така и на смъртността от сърдечно-съдови заболявания (9%), и на заболеваемостта или смъртността от тумори (6%), и за честотата на болестта на Паркинсон и Алцхаймер.
Има множество научни изследвания върху Средиземноморската диета през последните петдесет години. Първоначално изследователите започват да тестват неблагоприятните ефекти върху здравето на храните, широко разпространени в индустриализираните западни страни, но малко застъпени в Средиземноморската диета, особено тези от животински произход и в тези, богати на наситени мазнини . Впоследствие изследванията се фокусират върху храни, за които се появяват благоприятни здравни доказателства: подчертават се ползите от нерафинираните зърнени храни, зеленчуци, зехтин, риба и всички съдържащи се в тях микроелементи, като антиоксиданти, витаминни комплекси, моно- и полиненаситени мастни киселини, полифеноли, влакна и др. Резултатите са събрани и в популярни публикации.   . 
През 1994 г. списание Сайънс публикува статия, която обобщава натрупаните до този момент знания за връзката между диетата и здравето, като признава ефективността на диета, богата на плодове и зеленчуци, и насочва вниманието към дълголетието на жителите на Гърция, Южна Италия и Япония. Статията потвърждава полезността на разпространението на този диетичен модел в Съединените щати и като цяло в индустриализирания свят за превенция на заболявания.
Превантивните ефекти на Средиземноморската диета са доказани като цяло върху всички тумори , по-специално върху рака на стомаха, върху рака на хранопровода , рака на дебелото черво, рака на гърдата.
Проведени са множество изследвания за превенция на хронични заболявания. Благоприятните ефекти на средиземноморската диета са доказани при затлъстяване, сърдечносъдови заболявания и инфаркт, захарен диабет. Намаляването на риска от хронична обструктивна белодробна болест също е доказано при лица, следващи Средиземноморска диета  .
Систематичен преглед на литературата през 2011 г. подчертава, че Средиземноморската диета изглежда по-ефективна от диета с ниско съдържание на мазнини при модифициране на дългосрочните сърдечносъдови рискови фактори, като плазмен холестерол и кръвно налягане.
Проучване с 40-годишно проследяване, проведено сред италианското селско население от Проучването на седемте страни, което взема предвид не само хранителните навици, но също и пушенето и физическата активност, показва, че субектите, които са следвали несредиземноморска диета, пушачите и хората със заседнал начин на живот имат по-ниска продължителност на живота от 4,8 години (на 20 години) и 10,7 години (на 40 години) в сравнение с тези, които са се придържали към Средиземноморската диета, не са били пушачи и са имали интензивна физическа активност.